# Liechtenstein a 2020. évi nyári olimpiai játékokon
Liechtenstein a japán Tokióban megrendezett 2020. évi nyári olimpiai játékok egyik részt vevő nemzete. Az országot 3 sportágban 5 sportoló képviselte, akik érmet nem szereztek

## Cselgáncs
| Versenyző            | Versenyszám     | 32-es főtábla          | Nyolcaddöntő | Negyeddöntő | Elődöntő | Vigaszág elődöntő | Bronz- mérkőzés | Döntő   | Helyezés |
| -------------------- | --------------- | ---------------------- | ------------ | ----------- | -------- | ----------------- | --------------- | ------- | -------- |
| Raphael Schwendinger | Férfi középsúly | C. Brown (USA) · 00–11 | kiesett      | kiesett     | kiesett  | kiesett           | kiesett         | kiesett | kiesett  |

## Szinkronúszás
| Versenyző                        | Versenyszám | Technikai gyakorlat | Technikai gyakorlat | Selejtező        | Selejtező  | Selejtező  | Döntő            | Döntő      | Döntő      | Helyezés |
| Versenyző                        | Versenyszám | Technikai gyakorlat | Technikai gyakorlat | Szabad gyakorlat | Összesítés | Összesítés | Szabad gyakorlat | Összesítés | Összesítés | Helyezés |
| Versenyző                        | Versenyszám | Pont                | Hely.               | Pont             | Pont       | Hely.      | Pont             | Pont       | Hely.      | Helyezés |
| -------------------------------- | ----------- | ------------------- | ------------------- | ---------------- | ---------- | ---------- | ---------------- | ---------- | ---------- | -------- |
| Lara Mechnig Marluce Schierscher | Páros       | 83,2489             | 16.                 | 83,0333          | 166,2822   | 17.        | kiesett          | kiesett    | kiesett    | kiesett  |

## Úszás

### Férfi
| Versenyző       | Versenyszám  | Előfutam | Előfutam | Előfutam | Elődöntő | Elődöntő | Elődöntő | Döntő   | Döntő    |
| Versenyző       | Versenyszám  | Idő      | Hely.    | Össz.    | Idő      | Hely.    | Össz.    | Idő     | Helyezés |
| --------------- | ------------ | -------- | -------- | -------- | -------- | -------- | -------- | ------- | -------- |
| Christoph Meier | 200 m vegyes | 2:04,34  | 4.       | 44.      | kiesett  | kiesett  | kiesett  | kiesett | kiesett  |
| Christoph Meier | 400 m vegyes | 4:25,17  | 3.       | 28.      |          |          |          | kiesett | kiesett  |

### Női
| Versenyző     | Versenyszám  | Előfutam | Előfutam | Előfutam | Elődöntő | Elődöntő | Elődöntő | Döntő   | Döntő    |
| Versenyző     | Versenyszám  | Idő      | Hely.    | Össz.    | Idő      | Hely.    | Össz.    | Idő     | Helyezés |
| ------------- | ------------ | -------- | -------- | -------- | -------- | -------- | -------- | ------- | -------- |
| Julia Hassler | 400 m gyors  | 4:06,98  | 1.       | 12.      |          |          |          | kiesett | kiesett  |
| Julia Hassler | 800 m gyors  | 8:26,99  | 2.       | 15.      |          |          |          | kiesett | kiesett  |
| Julia Hassler | 1500 m gyors | 16:12,55 | 2.       | 16.      |          |          |          | kiesett | kiesett  |